# Quercus lyrata
Quercus lyrata — вид рослин з родини букових (Fagaceae); ендемік південного сходу США.

## Опис
Це велике дерево, яке повільно росте й зазвичай досягає висоти 24 м, але, як відомо, іноді досягає висоти до 47 м, листопадне. Стовбур короткий, часто звивистий. Крона округла, з численними гілками. Кора світло-сіро-коричнева, розщеплена в пластинки. Гілочки товсті, червонувато-сірі, волохаті стають голими. Листки 10–20 × 4–10 см, зворотно-яйцюваті, ліроподібні, мали 3–5 пар часточок, дуже неглибока біля основи; основа ослаблено-клиноподібна; верхівка загострена або тупа; верх темно-зелений, голий; низ сріблясто-запушений, стаючи більш-менш голий; ніжка листка від 1 до 2,5 см, тонка, помаранчево-жовта. Цвіте навесні. Жолуді однорічні, по 1–2 на пахвових ніжках до 40 мм; горіх світло-коричневий або сіруватий, яйцювато-еліпсоїдний або довгастий, (15)25–50 × (10)20–40 мм, дрібно запушений; чашечка заввишки 15–20 мм і 20–30 мм завширшки, зазвичай повністю охоплює горіх або видно лише верхівку, рідко охоплює лише 1/2 горіха.

## Середовище проживання
Ендемік південного сходу США: Південна Кароліна, Іллінойс, Оклахома, Делавер, Індіана, Алабама, Арканзас, Теннессі, Міссісіпі, Джорджія, округ Колумбія, Північна Кароліна, Меріленд, Флорида, Міссурі, Вірджинія, Техас, Нью-Джерсі, Луїзіана, Кентуккі.
Цей вид зустрічається на слабо дренованих, алювіальних, глинистих ґрунтах, переважно на південних річкових рівнинних заплавах. Трапляється на висотах 0–200 м.

## Використання
Вид забезпечує середовище існування, а жолуді є джерелом їжі для численних видів дикої природи. Деревина низької якості, але деколи використовується. Вид іноді використовують також для декоративних цілей.

## Загрози
Основною загрозою для Q. lyrata є кліматичні зміни.

## Галерея

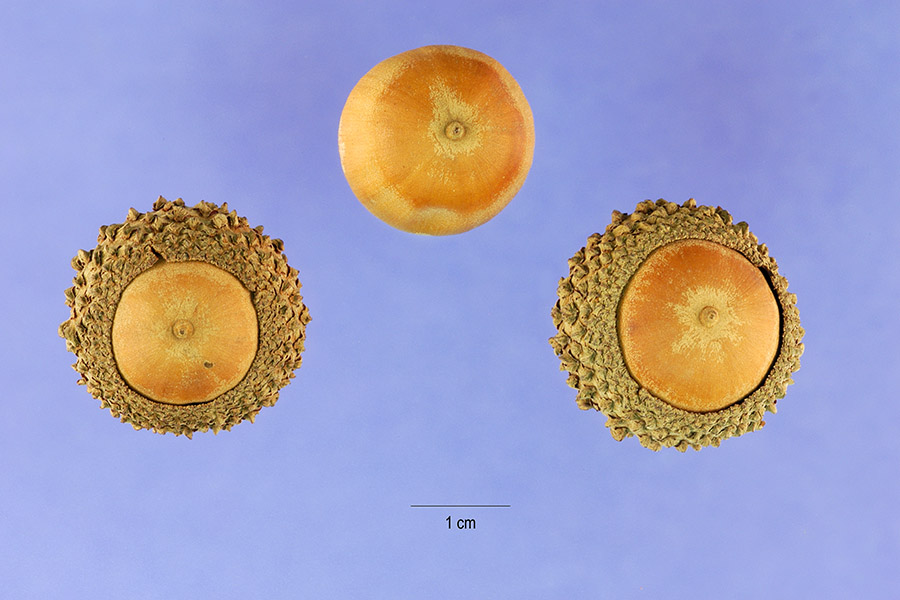
жолуді
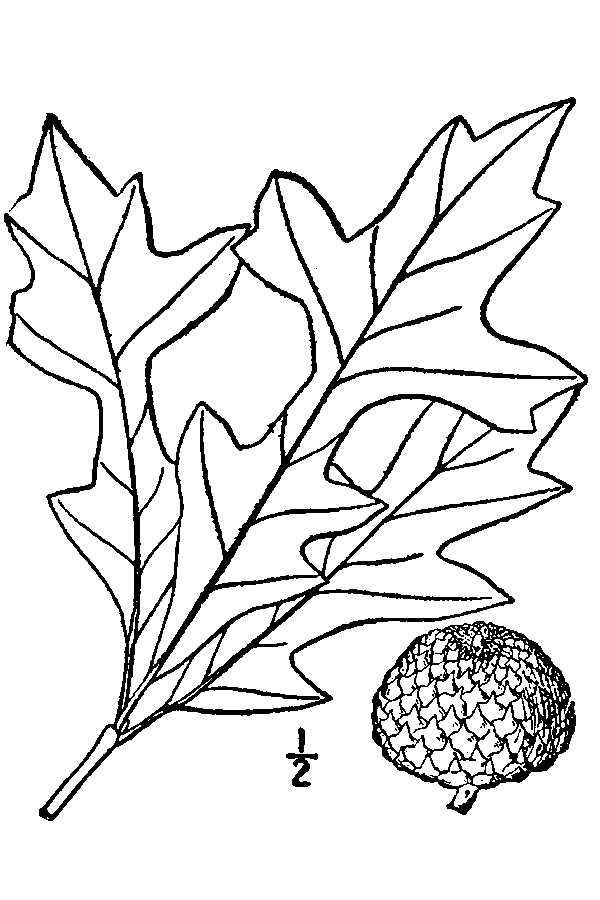
ілюстрація